# 亞納坎查區 (帕斯科省)
亞納坎查區（西班牙語：Distrito de Yanacancha），是秘魯的一個區，位於該國中部帕斯科大區的帕斯科省，始建於1944年11月27日，面積165.11平方公里，海拔高度4,350米，2005年人口29,910，人口密度每平方公里180人。